# Ernesto Chaparro
Ernesto Antonio Chaparro Esquivel (* 4. Januar 1901; † 10. Juli 1957) oder kurz Ernesto Chaparro war ein chilenischer Fußballspieler auf der Position eines Verteidigers. Er war zuletzt für den Hauptstadtklub Colo-Colo und die Chilenische Fußballnationalmannschaft aktiv.

## Karriere

### Verein
Chaparro verbrachte die meiste Zeit seiner Karriere im Verein Colo-Colo aus der Hauptstadt Santiago de Chile, für den er von 1927 bis 1934 auflief. Mit den Campeonato de Apertura gewann er 1933 seinen einzigen Vereinstitel. Die im gleichen Jahr erstmalige Austragung der Primera División beendete er mit der Mannschaft als Vizemeister hinter dem CD Magallanes. Nach einem dritten Platz in der Meisterschaft 1934 beendete er nach Ablauf der Saison seine aktive Karriere.

### Nationalmannschaft
Mit der Nationalmannschaft Chiles nahm er an den Olympischen Spielen 1928 teil. Chaparro wurde in allen drei Partien der La Roja, gegen Portugal (4:2), Mexiko (3:1) und Niederlande (2:2 n. V.) eingesetzt. Sein Debüt gab er hier am 27. Mai 1928 gegen die Auswahl von Portugal, wo er zusammen mit Víctor Morales die Abwehrreihe der Chilenen bildete. Von Nationaltrainer György Orth wurde er auch in das Aufgebot der Südamerikaner zur Fußball-Weltmeisterschaft 1930 in Uruguay berufen. Hier bildete er zusammen mit Víctor Morales und Guillermo Riveros die Verteidigung der Chilenen und kam in zwei WM-Spielen, gegen Frankreich (1:0) und Argentinien (3:1), zum Einsatz. Im Spiel gegen Argentinien am 22. Juli 1930 bestritt er sein letztes Länderspiel.

### Erfolge
Verein
- Campeonato de Apertura: 1933

International
- Olympiateilnehmer: 1928